# Swapnapuri Park
Swapnapuri Park är en park i Bangladesh.   Den ligger i provinsen Rangpur, i den nordvästra delen av landet, 240 km nordväst om huvudstaden Dhaka.